# Mohamed Aly (balonmanista)
Mohamed Ali (9 de abril de 1992) es un jugador de balonmano egipcio que juega de portero en el Sporting CP. Es internacional con la selección de balonmano de Egipto.

## Palmarés internacional
| Campeonato Africano | Campeonato Africano | Campeonato Africano | Campeonato Africano |
| Año                 | Lugar               | Medalla             |                     |
| ------------------- | ------------------- | ------------------- | ------------------- |
| 2022                | Egipto              | Medalla de oro      |                     |
| 2024                | Egipto              | Medalla de oro      |                     |

## Clubes
| Club                       | País     | Año         |
| -------------------------- | -------- | ----------- |
| Al Ahly                    | Egipto   | 2009 - 2017 |
| Zamalek SC                 | Egipto   | 2017 - 2019 |
| Al Ahly                    | Egipto   | 2019 - 2020 |
| Al-Rayyan                  | Catar    | 2020 - 2021 |
| Angers SCO                 | Francia  | 2021 - 2022 |
| Sinfín Balonmano           | España   | 2022 - 2023 |
| BM Ciudad de Logroño       | España   | 2023 - 2024 |
| SG BBM Bietigheim (cedido) | Alemania | 2024        |
| Sporting CP                | Portugal | 2024 - Act. |